# Shantel
Shantel, pseudonimo di Stefan Hantel (Mannheim, 2 marzo 1968), è un produttore discografico, cantante e disc jockey tedesco, conosciuto soprattutto per i suoi lavori con la sua orchestra gitana e per i suoi remix tra musica balcanica ed elettronica.
I suoi nonni da parte materna provengono dalla Bucovina, un territorio diviso tra Romania ed Ucraina.

## Carriera
Shantel inizia la sua carriera da DJ a Francoforte, Germania, fu ispirato dalle reazioni del pubblico a band gitane come i Fanfare Ciocărlia e il trombettista Boban Marković a fondere elettronicamente musica gitana Balcanica nel suo portfolio. Shantel rilascia due compilation delle sue popolari notti da DJ, "Bucovina Club", sulla sua etichetta "Essay", il quale ha vinto il premio "Club Global" nel 2006 e alla BBC Radio 3 il premio "World Music". La sua popolarità in Turchia è aumentata notevolmente dopo aver registrato il videoclip del brano "Disko Partizani" nella città di Istanbul. Nel 2007 l'album di Shantel "Disko Partizani" inizia ad allontanarsi dalle sonorità techno del "Bucovina Club", per concentrarsi di più sulla musica Balcanica, viste le sue radici. Nell'Agosto 2009 rilascia il suo nuovo album, dal nome "Planet Paprika".
Il suo album "Bucovina Club Vol. 2" è stato votato come il miglior album dell'anno dalla rivista Songlines (Inghilterra), ed ha avuto ampie citazioni sulle riviste Rolling Stone e NME. Programmi TV francesi e tedeschi gli hanno dedicato ampi servizi ed al momento Shantel è riconosciuto in tutto il globo per il suo inconfondibile stile, un mix di Balkan Beats, Gypsy-Grooves e Russian-Disco.
Ha dato origine a nuove sonorità, le quali fondono cultura pop musicale e suoni folkloristici Balcanici, senza essere mai banale, creando così il suo sound. Suona come DJ resident in molte città, quali Berlino, Vienna, Istanbul e tante altre. Shantel ha portato con sé in tour l'attore inglese Sacha Baron Cohen, famoso per i suoi personaggi come Ali G. e Borat.
Il suo "Disko Partizani" è stato il suo primo album registrato con la "Bucovina Club Orkestar" (contrariamente a quanto accadeva con le compilation quali ad esempio "Bucovina Club vol. 1 e 2") raggiungendo subito la vetta della World Music Charts europea, inoltre l'album vanta diversi ospiti internazionali, come Marko Markovic, figlio del più noto Boban Markovic, l'italiano Roy Paci e molti altri ancora.

## Discografia
- The Glide (1987)
- Super Mandarine (1994)
- Club Guerilla (1995)
- Auto Jumps & Remixes (1997)
- EP (1997)
- No. 2 (1997)
- "II" EP (1998)
- Higher than the Funk (1998)
- Oh So Lovely EP (1998)
- Oh So Lovely Remixes (1998)
- Backwood (2001)
- Great Delay (2001)
- Inside (2001)
- Bucovina Club (2003)
- Disko (2003)
- Bucovina Club Vol. 2 (2005)
- Gypsy Beats and Balkan Bangers (2006)
- Disko Partizani (2007)
- Disko Partizani Remixes (2008)
- Planet Paprika (2009)